# Чітіпаті (Буддизм)

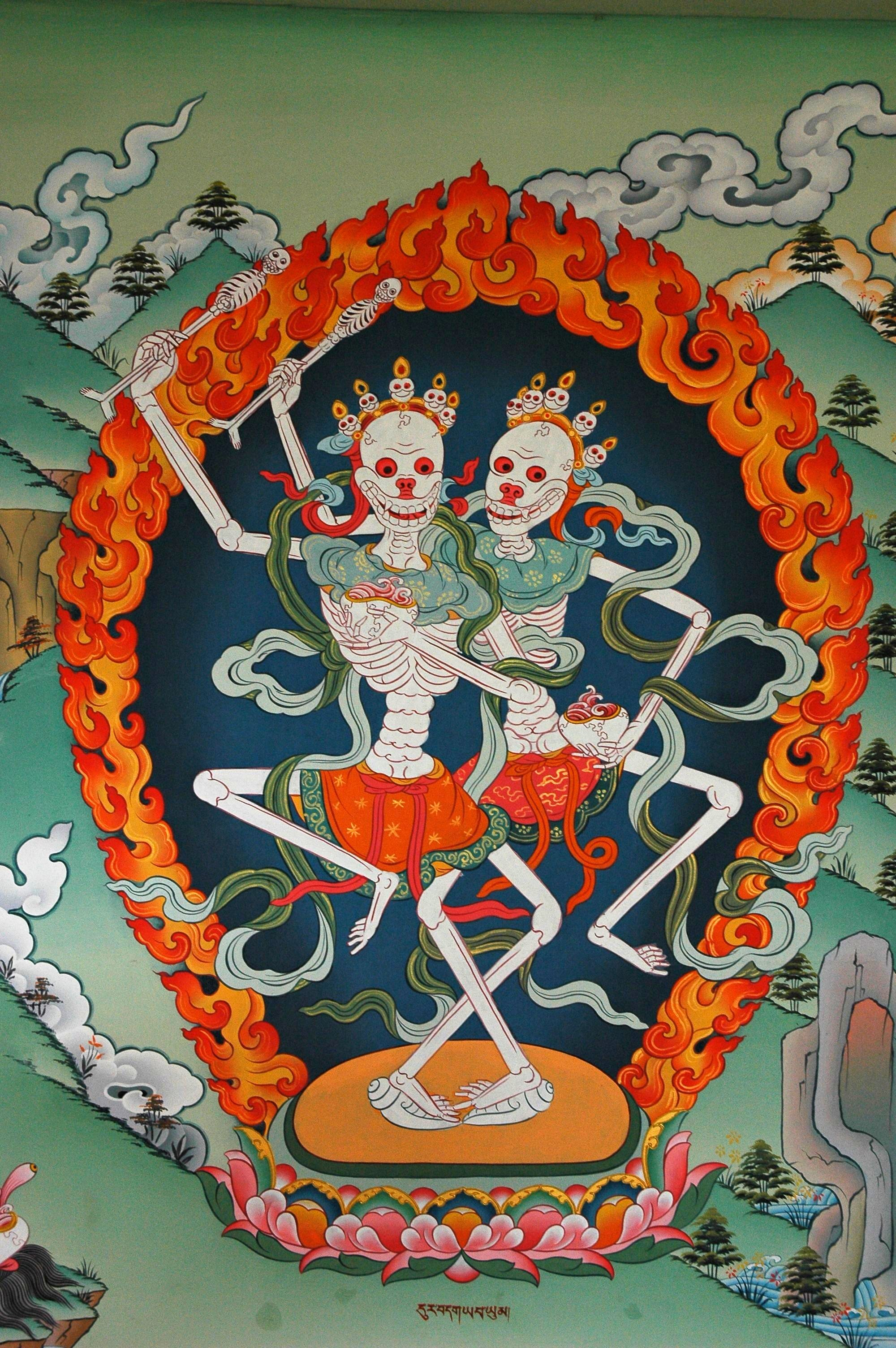
Чітіпаті, зображено на картині в монастирі Гелуґпа, Непал

Чітіпаті (санскр. चितिपति — цітапата), Сітіпаті, Цитіпаті або Shri Shmashana Adhipati — божество-захисник або дхармапала в тибетському буддизмі та буддизмі Ваджраяни Гімалаїв. Він утворений з двох скелетних божеств, одного чоловічого та другого жіночого, обидва дико танцюють своїми кінцівками, переплетеними всередині ореолу полум'я, що представляє зміни. Кажуть, що Сітіпаті — одна з сімдесяти п'яти форм Махакали. Їх символ призначений для відображення, як вічного танцю смерті, так і ідеального усвідомлення. Їх називають гнівними божествами, доброзичливими захисниками лютої зовнішності. Танець Чітіпаті відзначається двічі щорічно в Тибеті.
Чітіпаті не слід плутати зі скелетними танцюристами традицій тибетського буддійського танцю хам(cham dance).

## Легенда

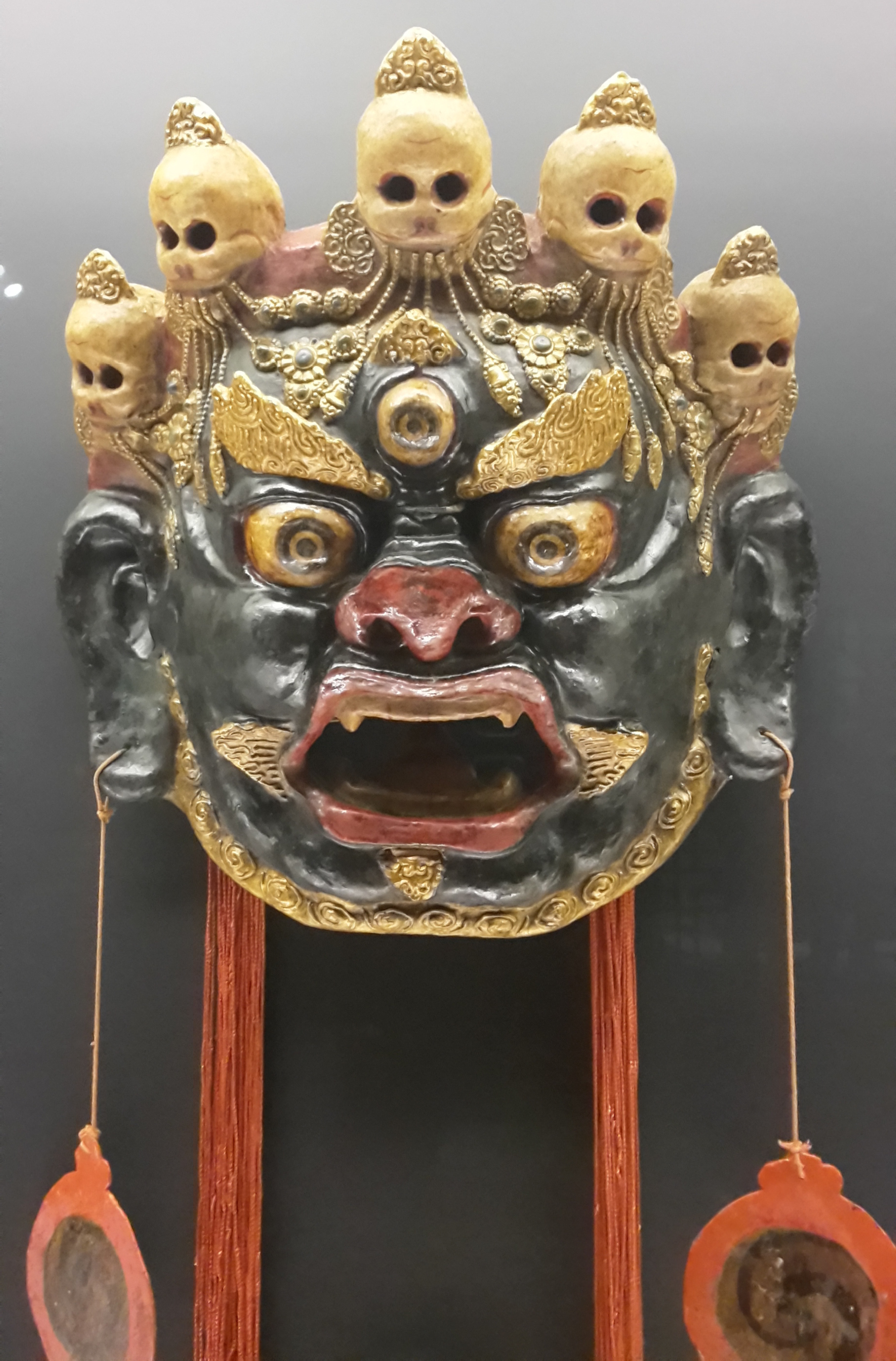
Тибетська маска Сітіпаті із зображенням Махакали (нагадування про непостійність життя та про вічний кругообіг життя та смерті)

Чітіпаті були парою подвижників, що медитували біля кладовища. У своєму глибокому стані медитації вони не помітили злодія, який підкрався до них. Злодій обезголовив їх і кинув у бруд, через що вони дійшли до наступного етапу подвижницьких практик. Обурені актом, Чітіпаті присягнулись злодію і стали арченемі злодіїв та інших злочинців.
Чітіпаті не можуть залишати кладовища і можуть лише захопити злодіїв, що проходять через них. Дочекавшись злочинців, Чітіпаті проводять час, танцюючи та задуваючи роги, ритуал, що повторюється тибетськими ченцями двічі на рік. Їх танці також слугують символом смерті та відродження, оскільки Чітіпаті складаються з обох половин людського тіла, чоловічого та жіночого. Їх скелетна форма — це нагадування про постійність життя та вічні зміни.
Чітіпаті є захисниками кладовищ і відомі як Володар кладовища або Бог Крематорійю. Чітіпаті чітко означав попередження про тантризм, і вважається, що це стало однією з можливостей, коли тибетський буддизм розлучився з тантризмом або Guhyasamāja Tantra. У буддизмі Махаяни Сітіпаті можна було інтерпретувати як "Śīla Pāramitā ", так і «Dhyāna pāramitā», але інтерпретували це як «Śīla pāramitā» і ставили Махакалу як Деву.